# ويلهلم فون فريتاخ
ويلهلم فون فريتاخ (بالألمانية: Wilhelm von Freytag)‏ هو ضابط ألماني، ولد في 17 مارس 1720 في Estorf ‏ في ألمانيا، وتوفي في 2 يناير 1798 في هانوفر في ألمانيا.